# HKS Siemianowiczanka
Der HKS Siemianowiczanka ist ein Hockeyverein aus der 6 km nördlich von Kattowitz gelegenen oberschlesischen Stadt Siemianowice Śląskie in Polen. Der Verein wurde 1945 gegründet, steht aber in der Tradition des seit 1922 existierenden Hokers Club Siemianowice Śląskie. Roman Ziaja, Robert Koś, Stanisław Kot und andere bildeten die erste Mannschaft. Die Spiele fanden in dem späteren Park Pszczelnik statt.
Am 31. Oktober 1926 ist Siemianowice in Posen neben Warszawskie Towarzystwo Łyżwiarskie, Klub Łyżwiarski Poznań, KS Vita Posen, KS Lubawa, HC Siemianowice Śląskie, KS Cresovia Grodno und Junior High School Venecja Ostrów Gründungsmitglied des polnischen Hockeyverbandes. Bei der 1927 ausgetragenen ersten nationalen Meisterschaft
erreicht der Club den ersten Platz und kann drei Jahre später diesen Erfolg wiederholen.
Der ganz in Schwarz spielende Verein trägt seine Heimspiele im mit überdachter Tribüne ausgestalteten Hockeystadion direkt südwestlich des Stadtzentrums aus. Für die Saison 2018/19 qualifizierte sich der Club erstmals für den Europapokal im Feldhockey und ist Gastgeber der EuroHockey Club Challenge.

## Erfolge
| Europapokalbilanz Herren Feld |                |        |       |                      |
| Jahr                          | Wettbewerb     | Niveau | Platz | Ort                  |
| 2019                          | Club Challenge | 3      |       | Siemianowice Śląskie |

Männer
- Polnischer Feldhockey-Meister:  1927, 1930
- Polnischer Hallenmeister:  1977, 1978, 1980, 1983, 1984, 1985, 1986